# Anna Berecz
Anna Berecz (ur. 4 października 1988 w Budapeszcie) – węgierska narciarka alpejska, dwukrotna uczestniczka zimowych igrzysk olimpijskich, pięciokrotna uczestniczka mistrzostw świata w narciarstwie alpejskim.
W 2010 roku po raz pierwszy w karierze wzięła udział w igrzyskach olimpijskich, startując w Vancouver. Zajęła 27. miejsce w superkombinacji, 35. w zjeździe, 42. w slalomie gigancie i 45. w slalomie, a w supergigancie nie została sklasyfikowana. Cztery lata później, na igrzyskach w Soczi, była 21. w superkombinacji, 28. w supergigancie, 35. w zjeździe i slalomie oraz 48. w slalomie gigancie.
Pięciokrotnie uczestniczyła w alpejskich mistrzostwach świata. W zawodach tej rangi zadebiutowała w 2007 roku, podczas mistrzostw w Åre. Zajęła wówczas 42. miejsce w slalomie i 53. w slalomie gigancie. Dwa lata później, na mistrzostwach w Val d’Isère, była 34. w supergigancie, 39. w slalomie gigancie, a slalomu nie ukończyła. Na mistrzostwach świata w Garmisch-Partenkirchen uplasowała się na najwyższym w karierze w zawodach tej rangi, 27. miejscu w superkombinacji. Ponadto była 33. w zjeździe, 36. w supergigancie, 39. w slalomie i 62. w slalomie gigancie. W 2013 roku w Schladming uplasowała się na 48. pozycji w slalomie gigancie i 58. w slalomie, a w supergigancie nie została sklasyfikowana, natomiast na mistrzostwach w Beaver Creek w 2015 roku była 54. w slalomie i 69. w slalomie gigancie.
W 2007 i 2008 roku pięciokrotnie wystąpiła w zawodach Pucharu Świata w narciarstwie alpejskim, jednak ani razu nie została sklasyfikowana.
W latach 2009–2013 trzykrotnie była uczestniczką zimowej uniwersjady. Raz uplasowała się w czołowej dziesiątce zawodów – w 2013 roku, na uniwersjadzie w Trydencie, zajęła ósme miejsce w zjeździe.
W 2007 i 2013 roku wielokrotnie występowała w zawodach Pucharu Ameryki Południowej i kilka razy zajęła w tych zawodach miejsca w czołowej dziesiątce. Najwyżej, na czwartej pozycji, uplasowała się w sierpniu 2013 roku w Valle Nevado w supergigancie. W klasyfikacji generalnej tego cyklu była 26. w sezonie 2007/2008 oraz 10. w sezonie 2013/2014. W obu tych sezonach zajęła miejsca w pierwszej dziesiątce klasyfikacji supergiganta – najpierw była dziewiąta, a później szósta.
W grudniu 2012 roku wystartowała także w sześciu konkursach Pucharu Ameryki Północnej w Kanadzie. Najwyższe, siedemnaste miejsce zajęła w slalomie.
W marcu 2010 roku w Innerkrems została mistrzynią Węgier juniorów w slalomie gigancie oraz trzecią zawodniczką mistrzostw seniorskich w tej samej konkurencji (najlepszą startującą w barwach Węgier).